# アイルランド・レコード音楽協会
アイルランド・レコード音楽協会（アイルランド・レコードおんがくきょうかい、Irish Recorded Music Association、IRMA）は、アイルランドのレコード産業を統括するために設立された非営利の業界団体。

## 目的と活動
IRMA はアイルランドのレコード産業の振興と権益を促進し保護するために活動している。IRMA は特に、参加企業の利益を保護し増進するためのロビー活動をしており、国内外の音楽コンテンツの違法ダウンロード防止を目的としたロビー活動もしている。
IRMA は、過去には "The IRMA Honours" という賞を主催していた。これはアイルランドの音楽産業に影響を及ぼした、同国の卓越した音楽家や人々のライフワークを称えるものだった。受賞者には、ボブ・ゲルドフ、ラリー・ゴーガン、クリスティ・ムーアがいる。
また IRMA は、アイルランドの公式音楽チャートの集計・運営を行っている。チャートには次のようなものがある。
- Top 100 Albums
- Top 100 Singles
- Top 10 Classical Albums
- Top 10 Dance Singles
- Top 20 Multi-Artist Compilation Albums
- Top 30 Videos
- Top 20 DVDs
- Top 10 Music DVDS

2005年4月12日、インターネット上で違法に楽曲を配布していたアイルランドの「常習ファイル共有者ら」(serial filesharers) に対し、IRMA は法的対処を開始した。2005年11月15日、IRMA はファイル共有に対抗するべく、その対応の「第2フェーズ」を開始した。
アイルランドの企業のみが IRMA に参加できる。全ての企業はその規模に応じた参加費用を毎年支払う。現在、IRMA には 51 の企業が参加している。
1990年代半ば、IRMA は「IRMA 音楽賞」(IRMA Music Awards) を開催していた。後にこれは、毎年開かれる音楽賞であるメテオ・アイルランド音楽賞に置き換わった。

## ファイル共有問題
IRMA とエアコムは、楽曲の違法ダウンロードを行っているエアコム利用者のモニターを第三者機関に委託するという、ファイル共有に関する合意を交わした。合意された仕組みは、「3ストライク制」だと報じられている。この合意は Digital Rights Ireland と IrelandOffline から批判を受けている。
IRMA の事務弁護士はいくつかの団体に手紙を送っているが、ホスティング業者の Blacknight Solutions もそれを受け取っており、MD の Michele Neylon は自社宛に送られてきた手紙の写しをサイト上で一般に公開した。Blacknight Solutions は ISP ではないにもかかわらず手紙が送られてきて、それには「この手紙の内容に同意いただけますならば、エアコムと同様の契約を御社と交わすことを検討して参りましょう」と書かれていた。
IRMA の活動に対する抗議運動は、Digital Rights Ireland や Blackout Ireland が組織している。

## 主要参加企業
IRMA の主要参加企業となっているレコード会社やその他の音楽関連企業には次のようなものがある。
- Warner Music Ireland
- Sony Music Ireland（以前は Sony BMG Ireland と称した）
- RMG Chart Entertainment
- Independent Records
- EMI Ireland
- Universal Music Ireland
- Reekus Records

## IRMA トラスト
IRMA は、音楽家としてのキャリアを積もうとしている若者の将来を支援するため、1997年に Phonographic Performance (Ireland) Limited (PPI) とトラストを設立した。その主な活動は若者に楽器を提供する Instrument Bank（楽器銀行）であり、アイルランドの恵まれない地域に住む若者が特に対象となっている。